# Sylvicola konakovi
Sylvicola konakovi är en tvåvingeart som beskrevs av Nina Krivosheina 2001. Sylvicola konakovi ingår i släktet Sylvicola och familjen fönstermyggor. Inga underarter finns listade i Catalogue of Life.